# Alena Nazdrova
Alena Pjatrouna Nazdrova (in bielorusso Алена Пятроўна Наздрова?; regione di Mahilëŭ, 10 novembre 1998) è una canoista bielorussa.

## Biografia
Alena Nazdrova è nata nel villaggio di Udoha, nella regione di Mahilëŭ in Bielorussia il 10 novembre 1998 e ha iniziato a praticare canoa nel 2013.
Nel 2015 ha partecipato ai Campionati mondiali juniores e U23 di canoa sprint a Montemor-o-Velho in Portogallo, vincendo la medaglia d'oro nella categoria C2 200 metri juniores in coppia con Nadzeya Makarchanka.
Nel 2016 ai Campionati mondiali juniores di Minsk ha conquistato la medaglia d'oro nella C2 500 metri (in coppia con Nadzeya Makarchanka), nella C2 200 metri (in coppia con Nadzeya Makarchanka) e nella C1 500 metri. Nello stesso anno ha esordito a livello senior nella World Cup in Germania e ai Campionati europei di canoa/kayak sprint 2016, conquistando in questi ultimi la medaglia d'oro nella C2 500 metri insieme a Nadzeya Makarchanka.
Nel 2017 ai Campionati mondiali U23 ha concluso la gara al primo posto nella C1 500 metri, nella C2 200 e nella C2 500 (in coppia con Kamila Bobr) e al terzo posto nella C1 200.. Ai Campionati europei di canoa/kayak sprint 2017 ha conquistato la medaglia di bronzo nella C1 200 e la medaglia d'argento nella C2 500 metri con Kamila Bobr, mentre ai Campionati mondiali è arrivata terza nella C2 500 insieme a Kamila Bobr e quarta nella C1 200.
A giugno 2018 ai Campionati europei a Belgrado ha conquistato la medaglia d'oro nella C1 500 e la medaglia d'argento nella C2 200 insieme a Kamila Bobr. Il mese successivo ai Campionati mondiali U23 è arrivata seconda nella C1 500 e terza nella C1 200, mentre ai Campionati mondiali assoluti a Montemor-o-Velho è arrivata prima nel doppio C2 200 con Kamila Bobr, seconda nella C1 500 e terza nella C1 200 metri a pari merito con la polacca Dorota Borowska.
Nel 2019 ha partecipato ai II Giochi europei che si sono tenuti a Minsk dal 21 al 30 giugno, vincendo la medaglia d'oro nella specialità C1 200 metri. Ad agosto ha conquistato un oro e un bronzo ai Campionati mondiali U23, rispettivamente nella C1 500 e C1 200, mentre ai Campionati mondiali assoluti a Seghedino ha conquistato l'oro nella C1 500 e il bronzo nella C1 200.
Nel 2021, alla ripresa delle gare dopo lo stop dovuto all'epidemia di covid-19, ha partecipato ai Campionati europei a Poznań in Polonia, arrivando terza nella C1 500 metri e fermandosi alle spalle del podio nelle altre gare.

Ad agosto ha fatto parte della delegazione bielorussa ai Giochi olimpici di Tokyo, partecipando nella specialità C1 200 metri e chiudendo la gara in 11ª posizione.

Ai Campionati mondiali che si sono tenuti a Copenaghen nel mese di settembre ha vinto la medaglia d'argento nella C2 500 in coppia con Nadzeya Makarchanka e la medaglia di bronzo nella C1 500. Ha inoltre partecipato alla gara della canoa a quattro posti C4 500, dove la squadra bielorussa ha vinto la medaglia d'oro.
Nel 2024 ha partecipato come Atleta neutrale individuale ai Campionati europei, vincendo la medaglia d'oro nella C1 500 metri.

## Palmarès
- Campionati mondiali di canoa/kayak velocità

Račice 2017: bronzo nella C2 500 metri
Montemor-o-Velho 2018: oro nella C2 200 metri, argento nella C1 500 metri, bronzo nella C1 200 metri
Seghedino 2019: oro nella C1 500 metri, bronzo nella C1 200 metri
Copenaghen 2021: oro nella C4 500 metri, argento nella C2 500, bronzo nella C1 500 metri
- Campionati europei di canoa/kayak sprint

Mosca 2016: oro nella specialità C2 500 metri
Plovdic 2017: argento nella C2 500 metri, bronzo nella C1 200 metri
Belgrado 2018: oro nella C1 500 metri, argento nella C2 200 metri
Poznań 2021: bronzo nella C1 500 metri
Sneged 2024: oro nella C1 500 metri
- Giochi europei

II Giochi europei: oro nella C1 200 metri
- Campionati mondiali juniores e U23 di canoa/kayak sprint

Montemor-o-Velho 2015: oro nella specialità C2 200 metri juniores
Minsk 2016: oro nella C2 500 metri, oro nella C2 200 metri, oro nella C1 500 metri
Pitești 2017: oro nella C1 500 metri, oro nella C2 200 metri, oro nella C2 500 metri, bronzo nella C1 200 metri
Plovdiv 2018: argento nella C1 500 metri, bronzo nella C1 200 metri
Pitești 2019: oro nella C1 500 metri, bronzo nella C1 200 metri